# Göteborgs rådhus

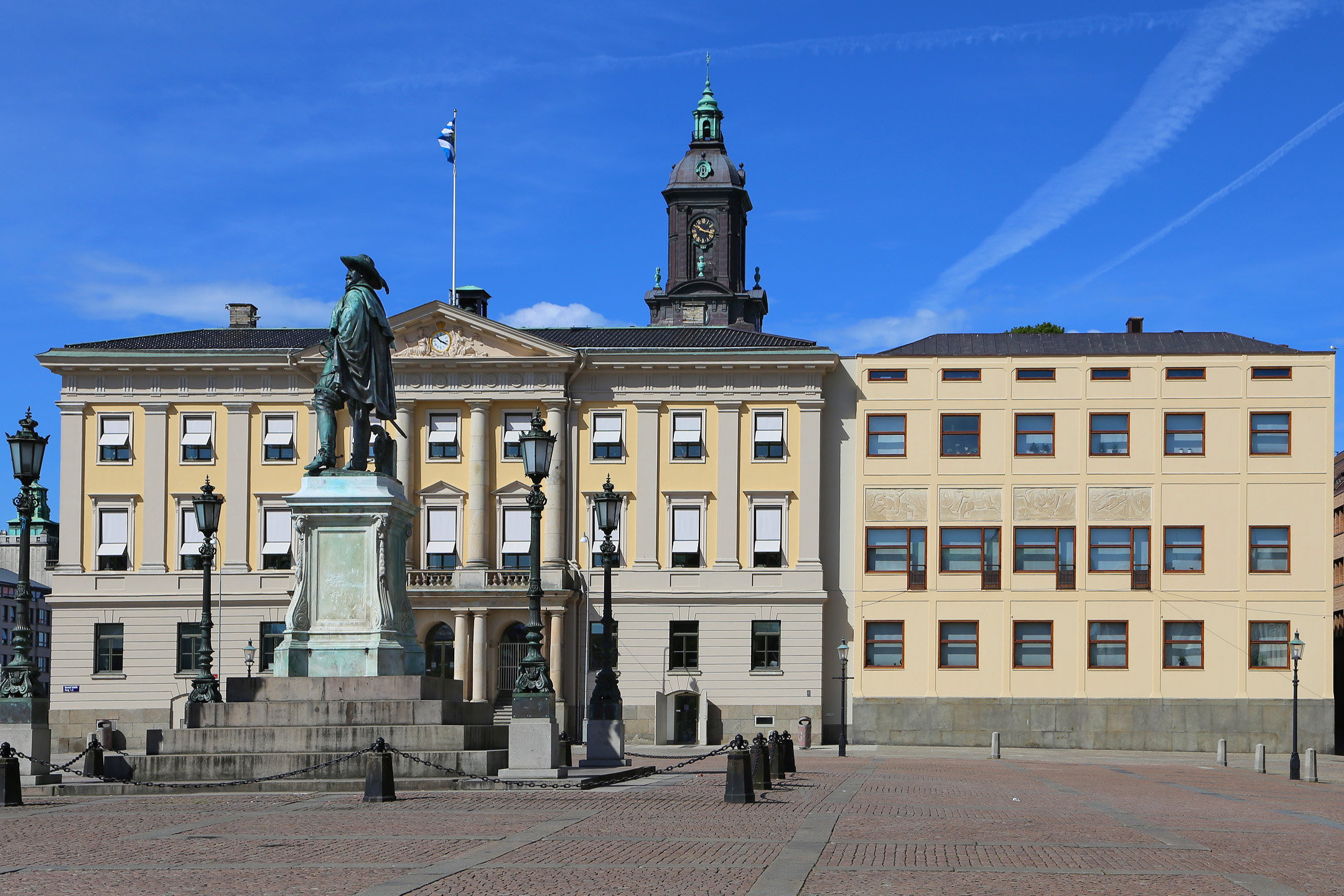
Rådhuset vid Gustaf Adolfs torg med Asplunds rådhusannex till höger.

Rådhuset i Göteborg är ett byggnadskomplex beläget vid Stora Hamnkanalen och Gustaf Adolfs torg. Det består av dels en äldre del, som stod klar 1672 och ritades av Nicodemus Tessin d.ä., dels en nyare del färdigställd 1936, ritad av arkitekten Gunnar Asplund.
I rådhuset satt tidigare stadsstyrelsen för Göteborg, senare Göteborgs rådhusrätt och därefter delar av Göteborgs tingsrätt. Den 15 februari 2010 flyttades tingsrätten till Rättscentrum Göteborg på Ullevigatan 15, vilket gjorde att byggnaden stod tom tills den 2012 renoverades och byggdes om till att bli Göteborgs kommunhus.  Den 13 april 2014 återinvigdes byggnaden av kommunstyrelsens ordförande Anneli Hultén (s). Den inrymmer sedan dess såväl kommunledning som stadsledningskontor. Nära 100 personer har sin arbetsplats här.
Huset är byggnadsminne sedan den 24 oktober 1968 respektive den 25 oktober 1982. Det ägs av Göteborgs kommun och förvaltas av Higab.

## Historia

### De äldsta rådhusen
Det allra första rådhuset, en enkel träbyggnad som var det gamla rådhuset i Nya Lödöse, flyttades till dåvarande Stora Torgets sydöstra hörn och renoverades för 554 riksdaler. Skälet till flytten av rådhuset var att Nya Nylöses privilegier och rättsskipning skulle upphöra, Göteborgs skulle träda ikraft och staden därför behövde ett rådhus, om än provisoriskt. Det var den senare burggreven i Göteborg, Jacob van Dijck, som den 28 september 1621 fick i uppdrag, att låta flytta Nylöses rådhus till Göteborg. Det har avbildats som en träbyggnad i två våningar med högt spetsigt tak och ovanpå detta ett litet torn med päronformigt krön med ett kors överst. Huset flyttades redan 1624 till en plats utanför stadsporten (senare Kungsporten) som accishus.
Det efterträddes av ett nytt tornprytt rådhus i trä, byggt åren 1622–1624 och beläget vid torgets sydöstra del. Huset uppfördes av trä och täcktes med taktegel, det hade åtminstone 16 fönster och pryddes av fem lanternor. Stadsbyggmästare och ansvarig för bygget var Jan Jakobssen, som anställdes i november 1621. För inredningen svarade snickaren Samuel Dörigk, tysken Paul Wezelius och Jacob de Boos. Glasmästaren Mauritz Kock installerade fönstren. Ambrosius Zimmerman levererade kakelugnar till rådhuset 1638. År 1648 inköptes ett ur och en ringklocka, år 1664 en stor mässingslykta. Severin "konterfejare" utförde 1658 två porträtt av Karl X Gustav och drottningen mot ett arvode på 24 riksdaler. Holländaren Joan Jacobsen de Haen levererade 1661 två målningar, föreställande Adam och Eva, och fick i ersättning 160 daler silvermynt. Göteborgs magistrat flyttade troligen in under hösten 1624. Den del av huset, som tidigare brukats av magistraten i det äldsta rådhuset, användes därefter som en provisorisk gudstjänstlokal för den svenska församlingen – den andra delen av huset utgjorde stadens fängelse – sedan Brädekyrkan på domkyrkoplanen hade rivits för att lämna plats åt den första domkyrkan. Här förvarades också stadens uppbörd (1629), såsom spannmål, malt och mjöl. Karl X Gustav höll förhandlingar i rådhuset 8 april–21 maj 1658 med anledning av Roskildefreden 1658. Kungen avreste från Göteborg den 5 juni samma år.

### Nuvarande rådhuset

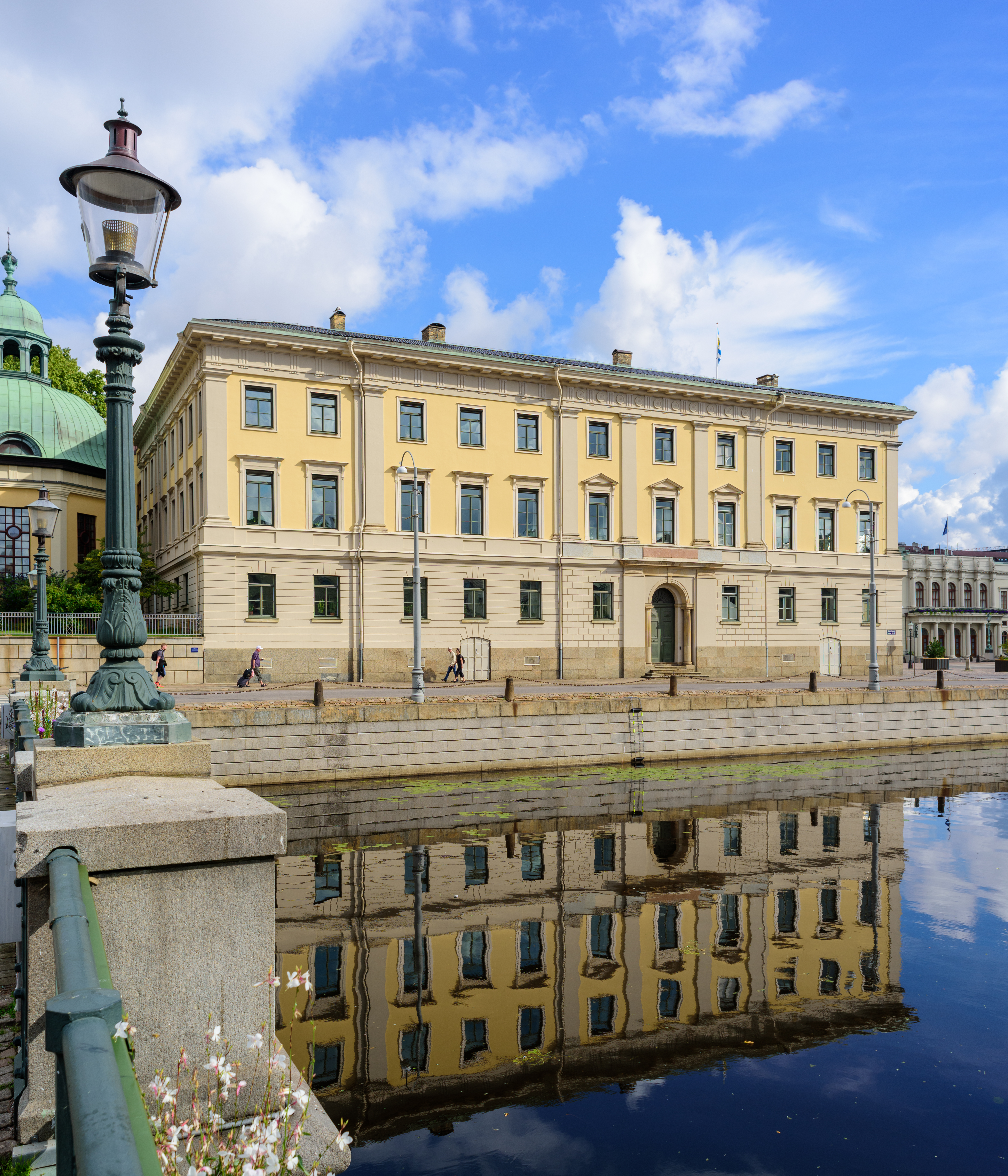
Rådhuset fasad mot Stora Hamnkanalen sett från Tyska bron.

Vid den omfattande branden 10 maj 1669 förstördes det andra rådhuset helt, och planerandet för ett nytt rådhus startade direkt. Under årtiondena efter 1625 fanns i stadens räkenskaper två rådhus, "rådhuset" och "gamla rådhuset". Det ena vid den så kallade stadshustomten, det vill säga mittomten i nuvarande 16:e kvarteret Högvakten, norr om Gustaf Adolfs torg. Ett andra låg ute på torget, något indraget från hörnet mellan Stora och Östra Hamnkanalen.
Planerandet för ett nytt, mer permanent rådhus i sten började redan i mitten av 1660-talet. Den nuvarande rådhustomten vid torgets sydvästra del köpte staden 1666 av ägaren Magnus Gabriel De la Gardie för 2 437 daler 16 öre silvermynt. Finansieringen utgjordes bland annat av ett större lån som magistraten upptog 1666; Jakob von Ackern med 500 riksdaler och Magnus Gripenklo med 300 riksdaler mot 8 procents ränta. Grundmurar, troligen avsedda för ett hus, fanns då på tomten. Det nya huset ritades av Nicodemus Tessin d.ä. Efter justeringar blev ritningarna klara 1670. Byggnadsarbetena hade påbörjats redan 1668 under ledning av murarmästare L. Olofsson från Stockholm. För att skapa källarutrymmen sprängdes delar av berggrunden bort, men grundmurarna lämnades kvar. Själva byggnaden murades upp 1670–1672. Tegel hämtades från Amsterdam och Göteborg med omnejd svarade för allt annat material. Tvåvåningshuset hade ett brant tegeltäckt tak och putsade fasader, indelade med lisener. Den 14 november 1670 kunde magistraten börja kunna hålla sina möten i huset, tillfälligt hade man haft sina sessioner i ett hus i hörnet av Drottninggatan och Korsgatan. Vid samma tid ströks även rödfärg på utvändigt. Delen mot Stora Hamnkanalen stod klar på sommaren 1672. Man lät då putsa och "pensla" hela huset. Flera mindre förändringar gjordes under 1700-talet och rådhuset beskrevs som "mäckta stort och ansenligt... med kostbara hwälfda kjellare... helt nätt utsirade hwälfda gångar med igenombrutna öppningar åt Bårggården wharäst Borgerskapet hafwer sin sammankomst och Börs". Hantverksgillena kunde fram till 1686 mötas i ett rum på rådhuset, för en årlig hyra av 30 daler silvermynt. Enskilda rum i rådhuset, källarutrymmen, vindslokaler samt en köksbyggnad på gården hyrdes kontinuerligt ut i korta och långa perioder. Detta inbringade 160 daler silvermynt år 1681.
Från Holland inköptes 22 stolar år 1684, framför allt avsedda för rådmännen, och 1690 levererade David Amija "röda ryska hjorthudar" som Hans Jacob Halbmeyer klädde dem med. Marcus Jäger d.ä. utförde 1688 en rikt utsirad port till rådhuset, beslagen med kopparplåtar. Yttertaket på rådhuset dekorerades 1707 av målarmästare Christian Fernstedt (död 1709).
En omfattande brand bröt ut under natten mellan den 19 och 20 februari 1690 i kanslilokalerna i rådhusets översta våning. Elden kunde begränsas till några få rum på detta våningsplan, samt till vinden och taket. Dessvärre förstördes stora delar av stadens arkiv. Det förnämsta rummet i byggnaden var Stora salen, vilken utnyttjades även för fester som borgerskapet höll samt konserter. Den rymde cirka 500 personer. Stadsmusikanterna skulle varje onsdag och lördag framföra några stycken från övre våningen i rådhuset samt tjänstgöra som trumpetare vid offentliga proklamationer. Ett populärt värdshus var Rådhuskällaren med bland annat biljard för de rika borgarna. Börsen flyttades 1781 in från valven kring gården till ett utrymme i nedre plan.
År 1813 planerade stadsarkitekten Carl Wilhelm Carlberg för en påbyggnad av rådhuset, men efter dennes död 1814 fick hans ersättare Jonas Hagberg upprätta nya ritningar för en ombyggnad som genomfördes 1814–1817. Hagberg förde Carlbergs arbete vidare och gav därmed rådhuset det utseende som det har idag. Bland annat byggdes den gamla huskroppen in i ett skal av tegel, så att murarna skulle kunna bära den tredje våningen och fasaderna fick sin nuvarande utformning. Fasaden mot torget fick dessutom ett mäktigt mittparti i form av en risalit. Trappan som leder upp till entréns tre portvalv flankeras av kopplade kolonner i toskansk ordning som bär upp en arkitrav som bildar en balkong. På balkongen sträcker sig fyra engagerade kolonner i toskansk ordning, alla kolonnerna är av kolossalordning. Vid sidan av mittrisaliten är fasaden indelad av toskanska pilastrar. Kolonnerna och pilastrarna bär upp en arkitrav smyckad med gutta på vilken vilar en fris indelad i metoper och triglyfer. Metoperna är odekorerade utom i mittrisaliten där de smyckas av medaljonger. Ovan frisen syns en gesims och byggnaden kröns av ett tympanonfält, detta var till en början odekorerat men i slutet av hösten 1862 sattes en urtavla samt slagverk upp i fältet, vars tavla kröntes av kunglig krona och omgavs av två kvinnobilder i basrelief, den ena gudinnan Justitia (Rättvisan) med vågskålen och svärdet, vilande sig mot stadens vapen och den andra Prudentia (Klokheten) med spira och spegel. Gruppen hade dessutom andra attribut som merkuristav som symboliserar handel, ymnighetshorn för överflöd och treudd vilket är Neptunus vapen och visar på stadens koppling till havet.
Bottenvåningen är rusticerad och fasaden mot Norra Hamngatan fick en snarlik, men enklare utformning, som fasaden åt torget. Även här ser vi en mittrisalit som skjuter fram dock saknas balkongen och kolonnerna har ersatts av pilastrar. Mittrisaliten har även här en mer dekorerad fris, men saknas tympanonfält. Entrén utgörs av ett enkelt portvalv flankerade av två kolonner i toskansk ordning, varav en del av kolonnskaftet är räflat. Ovanför entréns entablement finns en röd marmorskiva med förgylld inskrift: A:o MDCCCXVII. Vilket betyder: År 1817.
Men staden växte snabbt, och snart krävdes nya tillbyggnader av rådhuset. Åt norr tillkom en gårdsflygel 1835 och en större tillbyggnad mot Tyska kyrkan (Christinæ kyrka) gjordes 1869. Det tidigare Kommendantshuset på granntomten togs i anspråk 1885. Kvar blev nu bara rådhusrätten samt magistraten – men rådhuset och det tidigare Kommendantshuset visade sig ändå vara för små.  
Fastighetens taxeringsvärde 1889 var 317 500 kronor.

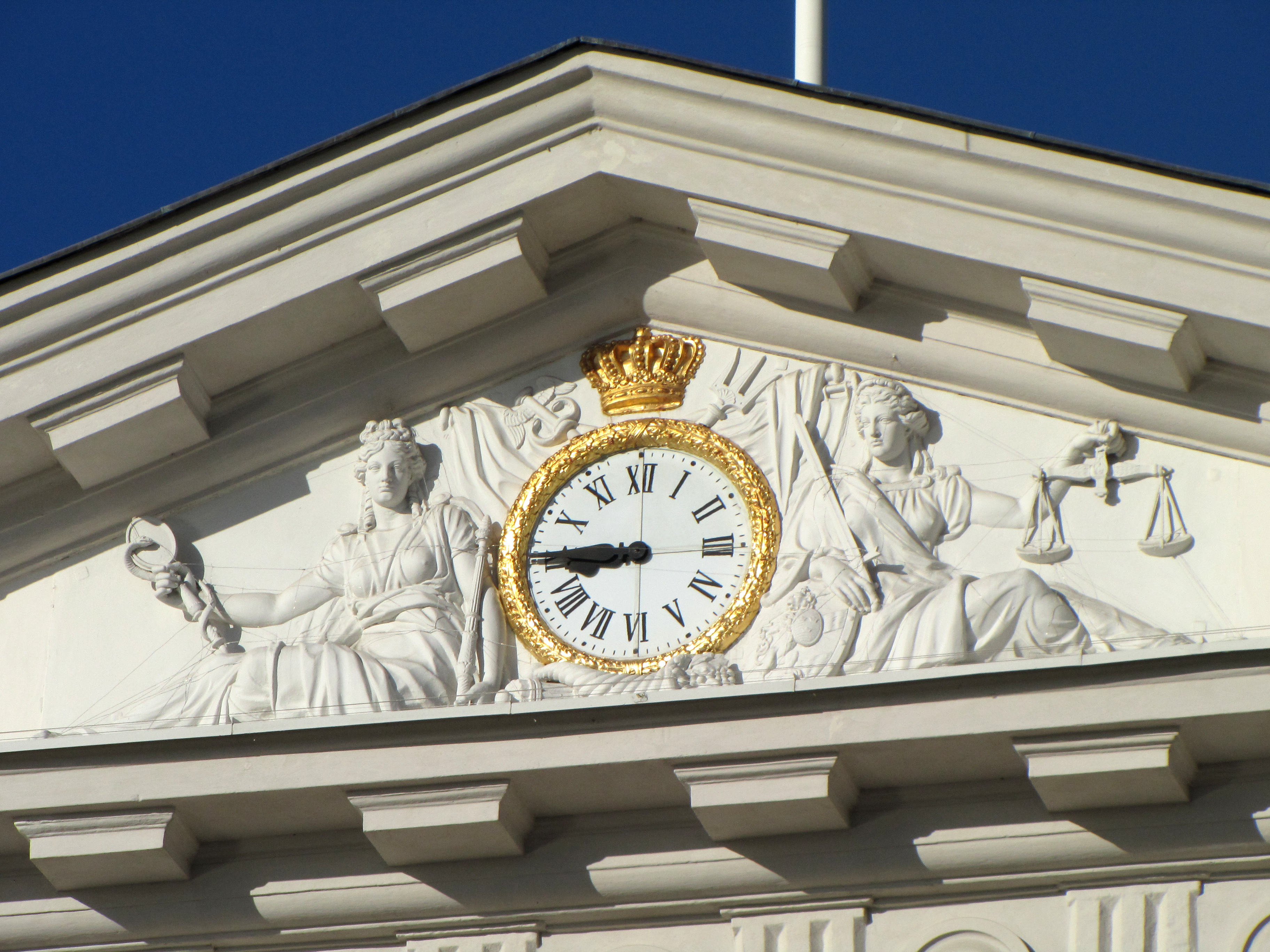
Rådhusets urtavla med gudinnorna Prudentia och Justitia samt attribut som symboliserar staden.
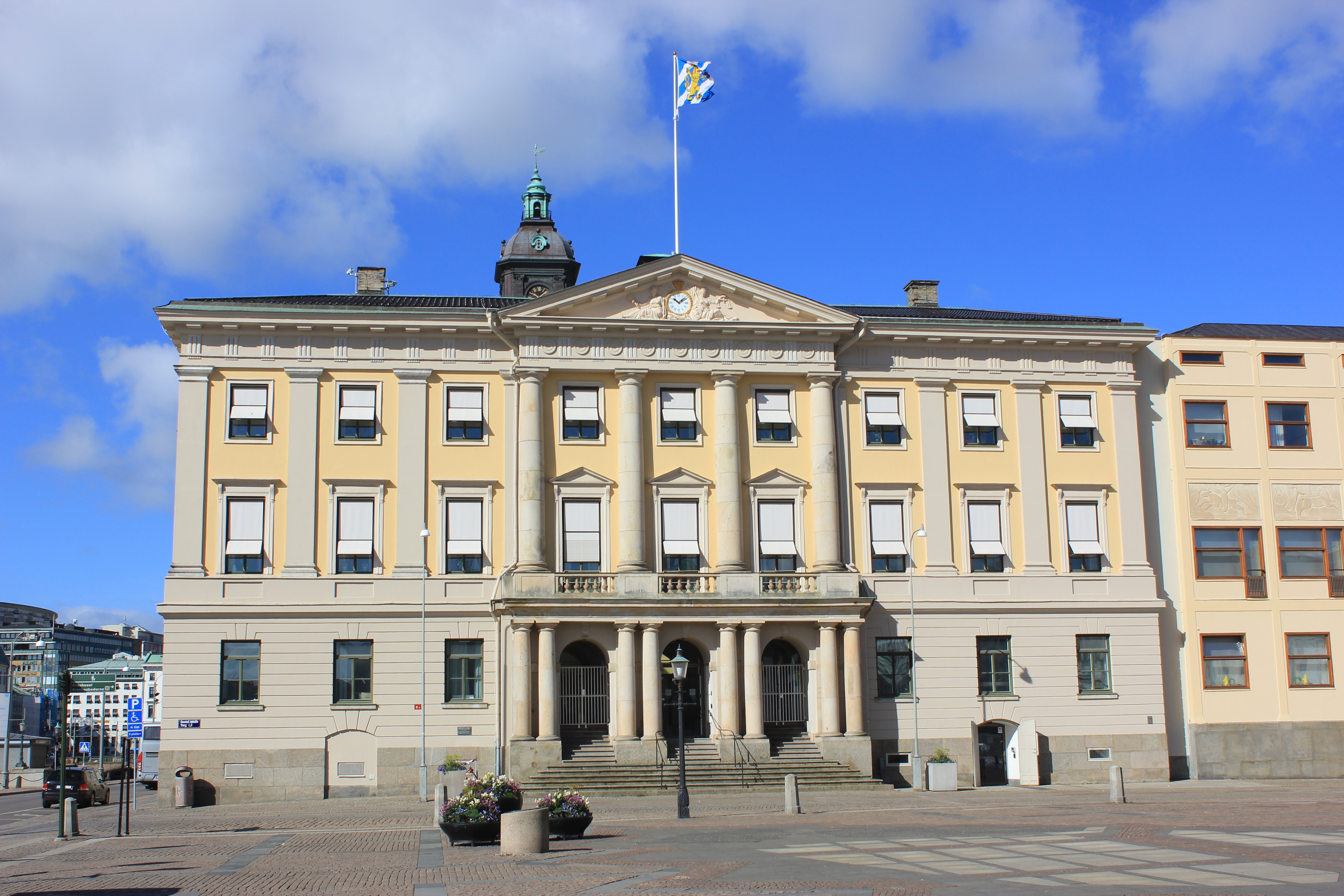
Rådhusets entré med sin tympanon och kolonner i kolossalordning.

### Asplundska tillbyggnaden
Rådhuset ansågs med tiden för litet, och första gången som tanken på att bygga till det uppstod var 1885. Året därpå tillsattes Rådhusberedningen av stadsfullmäktige. Efter 27 års utredningar utlystes 1912 en tävling i en notis i Teknisk Tidskrift (arkitekturdelen), nr 10, 1912. Tävlingstiden utgick den 1 mars 1913. Första pris gick till Gunnar Asplunds förslag "Andante". Det var ett så kallat "vattenslott" riktat mot Stora Hamnkanalen, men utan ingång från Gustaf Adolfs torg. De styrande var dock kritiska till projektet, och nya diskussioner inleddes med ytterligare tävlingar och uppslag. Från augusti 1915 var Asplund engagerad av kommittén för Charles Felix Lindbergs donationsfond för planerandet av Gustaf Adolfs torgs omdaning, och kunde i september samma år presentera skisser till ett kombinerat projekt för börs- och rådhuskvarteren. Inför stadens 300-årsjubileum (1923) tillsattes en särskild stadsfullmäktigeberedning som övertog Asplunds torgförslag. En sluten tävling anordnades, till vilken Asplund "sedermera inbjöds" och 1918 avgick med seger. Resultatet presenterades i Teknisk Tidskrifts arkitekturdel 1918. Förslaget innebar i stort sett att det gamla rådhuset fick stå kvar med i huvudsak orörd arkitektur och tillbyggnaden skulle "variera dess tema". Asplunds förslag principgodkändes först 1934, efter att finansieringen lösts genom ett oväntat statligt byggnadsbidrag som hjälp mot arbetslösheten.
Stadsingenjör Albert Lilienberg anmodade 1921 byggnadsnämnden, att inte tillstyrka Asplunds förslag (1920), då den omgivande bebyggelsen skulle få en sådan höjd, att torgets byggnader inte skulle kunna hävda sig. Ett nytt förslag, daterat september 1925, blev det som sedan i huvudsak skulle komma att fullföljas. Efter otaliga, mindre justeringar slutgodkändes fasaden den 28 april 1936. Då hade arbetet med byggnadsstommen pågått en längre tid.
Den 22 oktober 1936 revs byggnadsställningarna, och den starkt funktionalistiska tillbyggnaden invigdes kort därefter. Den kallas oftast för Asplundska tillbyggnaden och präglas invändigt av den ljusa rådhushallen med sin glasvägg mot rådhusgården. Tillbyggnaden är dekorerad med reliefserien De fyra vindarna (1937–1941) av Eric Grate. En folkstorm bröt direkt ut mot den starkt funktionalistiska fasaden, med uttryck som "katastrof", "olyckligt" och "fruktansvärt" samt "Det mest tragiska i Göteborgs senare historia".
Tillbyggnaden har haft flera föregångare på den norra delen av tomten nr 7 i kvarteret 11 Rådhuset, där burggreven Israel Noræus lät uppföra ett stenhus efter branden 1669. Det såldes 1680 till krigshjälten Rutger von Ascheberg och 1732 köpte staden huset som blev kommendantshus. Både rådhuset och Kommendantshuset byggdes på med en våning i början av 1800-talet. Det revs först 1935 för att ge plats åt Asplunds nyskapelse.

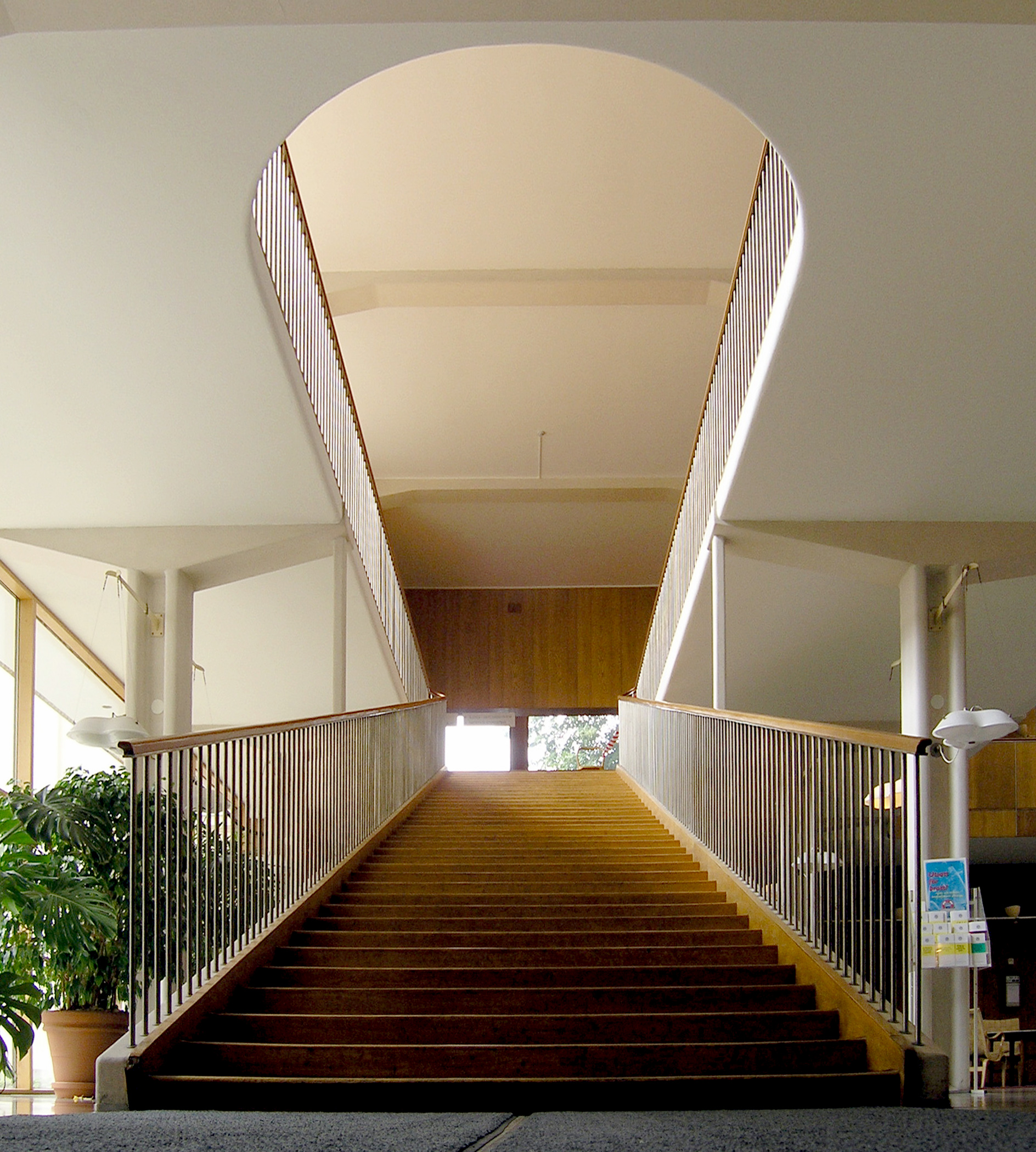
Asplunds huvudtrappa i tillbyggnaden, rådhusannexet.
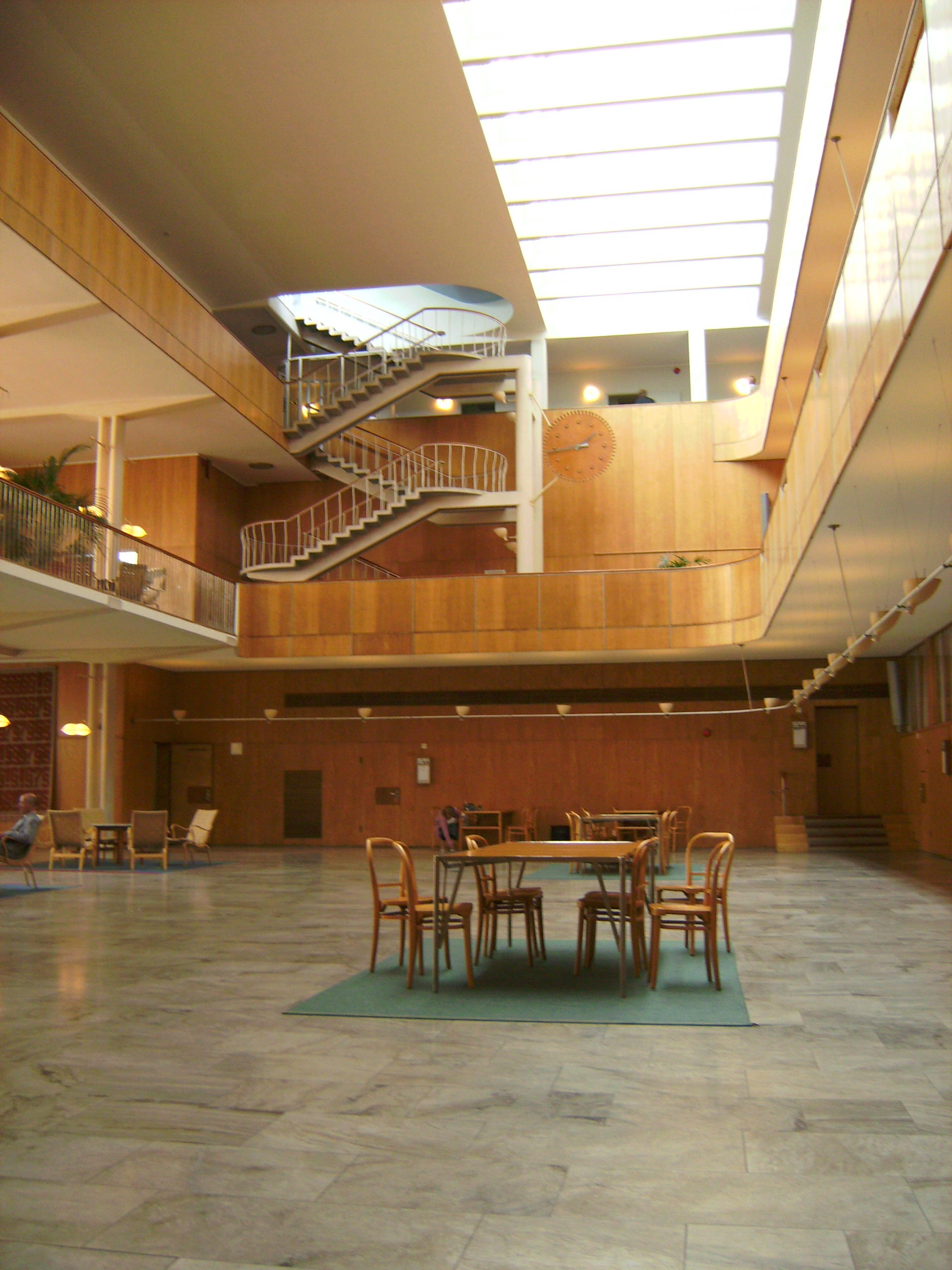
Hallen i rådhusannexet.

### Fasadrenoveringen 1978
Den äldre delen av rådhuset hade målats med en plastfärg 1965 och 1967, vilket ledde till svåra skador på putsen. Skadorna var så tydliga redan i början av 1970-talet att Göteborgs Fastighetskontor upprättade en byggnads- och målningsbeskrivning för en restauration. Även den nya tillbyggnaden (1936) samt gårdsfasaderna skulle omfattas. De putsade fasaderna mot Gustaf Adolfs torg och Norra Hamngatan skulle i huvudsak tas ned och ersättas med en ny. Fasaden mot Tyska kyrkan (Christinæ kyrka) hade provblästrats och fick sitta kvar. En skonsam blästring och lagning av skadade putspartier föreslogs därför. Hela kostnaden för fasadrenoveringen beräknades år 1974 till 619 000 kronor.
Först i mars 1978 gick finansieringen att lösa genom ett kommunalt beredskapsarbete som Arbetsmarknadsstyrelsen då tillstyrkte. Kostnaden beräknades nu till 1,4 miljoner kronor. Husets gårdsfasader var då inte inberäknade. Statsbidrag skulle utgå med 33 procent. Företaget Stabilator i Göteborg valdes till generalentreprenör och arbetet kom igång den 1 april 1978. Tidplanen sträckte sig – efter flera förseningar – fram till november månad samma år. Ungefär ett dussin byggnadsarbetare var engagerade; murare, grovarbetare, snickare och målare. Den 13 november 1978 gjordes slutbesiktning, vilken godkände entreprenaden. Slutsumman för fasadarbetet blev 1,6 miljoner kronor.

### Ombyggnad 2012-2014
2010 flyttade Göteborgs tingsrätt från rådhuset och 2012 inleddes en omfattande renovering och ombyggnad för stadens politiska ledning. Visionen var ökad öppenhet och tillgänglighet. Projektet ställde även krav på antikvarisk hänsyn, och exempelvis rum med höga kulturhistoriska värden och bevarandekrav anpassades till nutidens teknik samtidigt som dess kulturhistoriska värden i många fall lyftes fram. Dock skedde en del större ombyggnationer av främst större före detta tingssalar, även om en sparats i ursprungligt skick.
Ombyggnaden omfattade även fasaderna som putsades om, och nu återfick Asplunds tillbyggnad sin ursprungliga färgsättning. Ombyggnaden avslutades under första kvartalet 2014, då stadens politiska ledning och delar av stadsledningskontoret flyttade in.
Total tog renoveringen 15 månader och kostade 135 miljoner kronor.